# نورمن آپریچارد
نورمن آپریچارد (انگلیسی: Norman Uprichard; ۲۰ آوریل ۱۹۲۸ – ۳۱ ژانویهٔ ۲۰۱۱) بازیکن فوتبال اهل بریتانیا بود.
از باشگاه‌هایی که در آن بازی کرده‌است می‌توان به باشگاه فوتبال سوئیندون تاون، باشگاه فوتبال آرسنال، باشگاه فوتبال پورتسموث، باشگاه فوتبال ساوتند یونایتد، باشگاه فوتبال هاستینگز یونایتد، باشگاه فوتبال رامزگیت، و تیم ملی فوتبال ایرلند شمالی اشاره کرد.
وی همچنین در تیم ملی فوتبال ایرلند شمالی بازی کرده‌است.